# Province de Majunga
La province de Majunga ou province de Mahajanga était l'une des six provinces de Madagascar, avec une superficie de 150 023 km2. En 2011, elle avait une population de 2 224 570 habitants. Sa capitale est Mahajanga (ou Majunga).

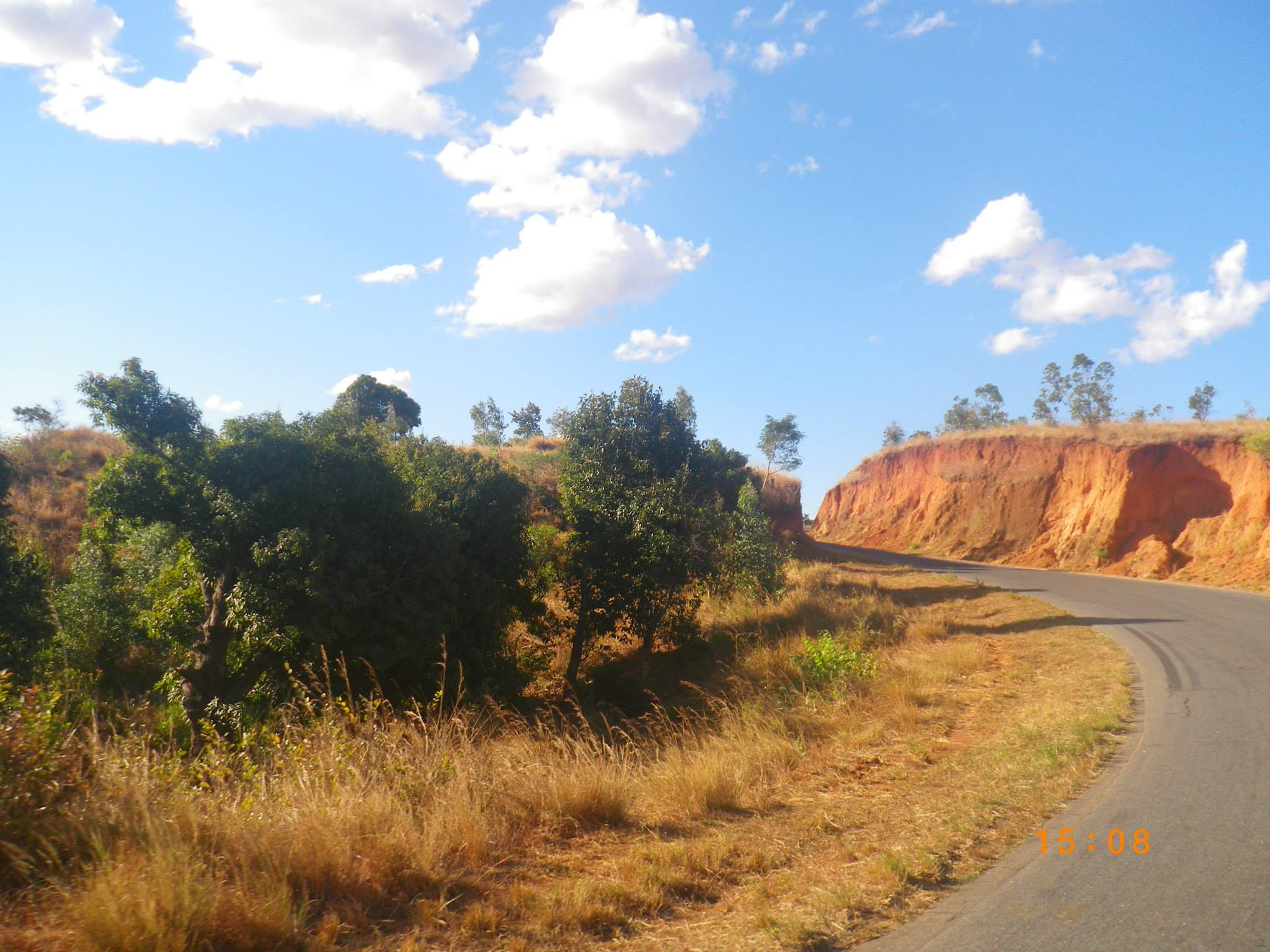
Paysage le long de la route de Mahajanga.

En 2018:929312 habitants

## Faritra (régions) et fivondronana (districts)
La province compte quatre régions (faritra) et vingt-et-un districts (fivondronana).
- 1. Ambatoboeny:12 communes et 137 fokontany:287731 habitants.
- 2. Ambatomainty
- 3. Analalava
- 4. Antsalova
- 5. Antsohihy
- 6. Bealanana
- 7. Befandriana-Avaratra
- 8. Besalampy
- 9. Boriziny
- 10. Kandreho
- 11. Maevatanana
- 12. Mahajanga I :1communes et 26 fokontany:257010 habitants.
- 13. Mahajanga II: 9communes et 75 fokontany:112963 habitants.
- 14. Maintirano
- 15. Mampikony
- 16. Mandritsara
- 17. Marovoay :13 communes avec 298820 habitants.
- 18. Mitsinjo :7 communes et 59 fokontany avec 106134 habitants.
- 19. Morafenobe
- 20. Soalala :4 communes et 58 fokontany avec 135552 habitants.
- 21. Tsaratanana